# Jeremy Morse
Sir Christopher Jeremy Morse KCMG (Londra, 10 dicembre 1928 – Londra, 4 febbraio 2016) è stato un banchiere, enigmista e compositore di scacchi britannico.

## Biografia
Dopo la laurea al New College di Oxford ha intrapreso una carriera di banchiere, prima alla Williams and Glyn's Bank (poi acquisita dalla Royal Bank of Scotland) e quindi alla Lloyds Bank, di cui è stato direttore dal 1977 al 1993. Ha fatto parte del consiglio di amministrazione della Bank of England, della quale è stato Executive Director dal 1965 al 1972.
Nel 1972 fu il primo presidente del "Comitato dei Venti" (C20) del Fondo monetario internazionale, incaricato di studiare una riforma del sistema monetario internazionale. Nel 1975 gli fu assegnata l'onorificenza di Cavaliere di Gran Croce dell'Ordine di San Michele e San Giorgio per "meriti conseguiti nella riforma del sistema monetario internazionale".
È stato rettore (Chancellor) dell'Università di Bristol dal 1989 al 2003.
Jeremy Morse è uno dei massimi specialisti britannici di enigmistica e soprattutto di parole crociate criptate (cryptic crosswords), noto per la sua grande abilità nel creare definizioni eleganti con indizi nascosti. Ha firmato molti suoi schemi di parole crociate con lo pseudonimo "Esrom" (il suo cognome scritto al contrario).
Il personaggio fittizio dell'ispettore Morse, protagonista di racconti polizieschi scritti da Colin Dexter, prende il suo nome.
Jeremy Morse è anche un valente compositore di problemi di scacchi, e sull'argomento ha scritto il libro Chess Problems: Tasks and Records, con prefazione di John Nunn (Faber & Faber, London 1995).
Nel 2006 la WFCC (World Federation for Chess Composition) lo ha nominato Maestro Onorario della composizione.
Un suo problema di scacchi:
|   | a | b | c | d | e | f | g | h |   |
| 8 | b8 alfiere del bianco · c8 cavallo del bianco · e8 alfiere del nero · b7 pedone del nero · e7 pedone del bianco · b6 torre del bianco · c6 cavallo del nero · c5 pedone del nero · d5 re del nero · c4 pedone del nero · g4 donna del bianco · e2 pedone del bianco · d1 re del bianco · f1 torre del bianco | b8 alfiere del bianco · c8 cavallo del bianco · e8 alfiere del nero · b7 pedone del nero · e7 pedone del bianco · b6 torre del bianco · c6 cavallo del nero · c5 pedone del nero · d5 re del nero · c4 pedone del nero · g4 donna del bianco · e2 pedone del bianco · d1 re del bianco · f1 torre del bianco | b8 alfiere del bianco · c8 cavallo del bianco · e8 alfiere del nero · b7 pedone del nero · e7 pedone del bianco · b6 torre del bianco · c6 cavallo del nero · c5 pedone del nero · d5 re del nero · c4 pedone del nero · g4 donna del bianco · e2 pedone del bianco · d1 re del bianco · f1 torre del bianco | b8 alfiere del bianco · c8 cavallo del bianco · e8 alfiere del nero · b7 pedone del nero · e7 pedone del bianco · b6 torre del bianco · c6 cavallo del nero · c5 pedone del nero · d5 re del nero · c4 pedone del nero · g4 donna del bianco · e2 pedone del bianco · d1 re del bianco · f1 torre del bianco | b8 alfiere del bianco · c8 cavallo del bianco · e8 alfiere del nero · b7 pedone del nero · e7 pedone del bianco · b6 torre del bianco · c6 cavallo del nero · c5 pedone del nero · d5 re del nero · c4 pedone del nero · g4 donna del bianco · e2 pedone del bianco · d1 re del bianco · f1 torre del bianco | b8 alfiere del bianco · c8 cavallo del bianco · e8 alfiere del nero · b7 pedone del nero · e7 pedone del bianco · b6 torre del bianco · c6 cavallo del nero · c5 pedone del nero · d5 re del nero · c4 pedone del nero · g4 donna del bianco · e2 pedone del bianco · d1 re del bianco · f1 torre del bianco | b8 alfiere del bianco · c8 cavallo del bianco · e8 alfiere del nero · b7 pedone del nero · e7 pedone del bianco · b6 torre del bianco · c6 cavallo del nero · c5 pedone del nero · d5 re del nero · c4 pedone del nero · g4 donna del bianco · e2 pedone del bianco · d1 re del bianco · f1 torre del bianco | b8 alfiere del bianco · c8 cavallo del bianco · e8 alfiere del nero · b7 pedone del nero · e7 pedone del bianco · b6 torre del bianco · c6 cavallo del nero · c5 pedone del nero · d5 re del nero · c4 pedone del nero · g4 donna del bianco · e2 pedone del bianco · d1 re del bianco · f1 torre del bianco | 8 |
| 7 | b8 alfiere del bianco · c8 cavallo del bianco · e8 alfiere del nero · b7 pedone del nero · e7 pedone del bianco · b6 torre del bianco · c6 cavallo del nero · c5 pedone del nero · d5 re del nero · c4 pedone del nero · g4 donna del bianco · e2 pedone del bianco · d1 re del bianco · f1 torre del bianco | b8 alfiere del bianco · c8 cavallo del bianco · e8 alfiere del nero · b7 pedone del nero · e7 pedone del bianco · b6 torre del bianco · c6 cavallo del nero · c5 pedone del nero · d5 re del nero · c4 pedone del nero · g4 donna del bianco · e2 pedone del bianco · d1 re del bianco · f1 torre del bianco | b8 alfiere del bianco · c8 cavallo del bianco · e8 alfiere del nero · b7 pedone del nero · e7 pedone del bianco · b6 torre del bianco · c6 cavallo del nero · c5 pedone del nero · d5 re del nero · c4 pedone del nero · g4 donna del bianco · e2 pedone del bianco · d1 re del bianco · f1 torre del bianco | b8 alfiere del bianco · c8 cavallo del bianco · e8 alfiere del nero · b7 pedone del nero · e7 pedone del bianco · b6 torre del bianco · c6 cavallo del nero · c5 pedone del nero · d5 re del nero · c4 pedone del nero · g4 donna del bianco · e2 pedone del bianco · d1 re del bianco · f1 torre del bianco | b8 alfiere del bianco · c8 cavallo del bianco · e8 alfiere del nero · b7 pedone del nero · e7 pedone del bianco · b6 torre del bianco · c6 cavallo del nero · c5 pedone del nero · d5 re del nero · c4 pedone del nero · g4 donna del bianco · e2 pedone del bianco · d1 re del bianco · f1 torre del bianco | b8 alfiere del bianco · c8 cavallo del bianco · e8 alfiere del nero · b7 pedone del nero · e7 pedone del bianco · b6 torre del bianco · c6 cavallo del nero · c5 pedone del nero · d5 re del nero · c4 pedone del nero · g4 donna del bianco · e2 pedone del bianco · d1 re del bianco · f1 torre del bianco | b8 alfiere del bianco · c8 cavallo del bianco · e8 alfiere del nero · b7 pedone del nero · e7 pedone del bianco · b6 torre del bianco · c6 cavallo del nero · c5 pedone del nero · d5 re del nero · c4 pedone del nero · g4 donna del bianco · e2 pedone del bianco · d1 re del bianco · f1 torre del bianco | b8 alfiere del bianco · c8 cavallo del bianco · e8 alfiere del nero · b7 pedone del nero · e7 pedone del bianco · b6 torre del bianco · c6 cavallo del nero · c5 pedone del nero · d5 re del nero · c4 pedone del nero · g4 donna del bianco · e2 pedone del bianco · d1 re del bianco · f1 torre del bianco | 7 |
| 6 | b8 alfiere del bianco · c8 cavallo del bianco · e8 alfiere del nero · b7 pedone del nero · e7 pedone del bianco · b6 torre del bianco · c6 cavallo del nero · c5 pedone del nero · d5 re del nero · c4 pedone del nero · g4 donna del bianco · e2 pedone del bianco · d1 re del bianco · f1 torre del bianco | b8 alfiere del bianco · c8 cavallo del bianco · e8 alfiere del nero · b7 pedone del nero · e7 pedone del bianco · b6 torre del bianco · c6 cavallo del nero · c5 pedone del nero · d5 re del nero · c4 pedone del nero · g4 donna del bianco · e2 pedone del bianco · d1 re del bianco · f1 torre del bianco | b8 alfiere del bianco · c8 cavallo del bianco · e8 alfiere del nero · b7 pedone del nero · e7 pedone del bianco · b6 torre del bianco · c6 cavallo del nero · c5 pedone del nero · d5 re del nero · c4 pedone del nero · g4 donna del bianco · e2 pedone del bianco · d1 re del bianco · f1 torre del bianco | b8 alfiere del bianco · c8 cavallo del bianco · e8 alfiere del nero · b7 pedone del nero · e7 pedone del bianco · b6 torre del bianco · c6 cavallo del nero · c5 pedone del nero · d5 re del nero · c4 pedone del nero · g4 donna del bianco · e2 pedone del bianco · d1 re del bianco · f1 torre del bianco | b8 alfiere del bianco · c8 cavallo del bianco · e8 alfiere del nero · b7 pedone del nero · e7 pedone del bianco · b6 torre del bianco · c6 cavallo del nero · c5 pedone del nero · d5 re del nero · c4 pedone del nero · g4 donna del bianco · e2 pedone del bianco · d1 re del bianco · f1 torre del bianco | b8 alfiere del bianco · c8 cavallo del bianco · e8 alfiere del nero · b7 pedone del nero · e7 pedone del bianco · b6 torre del bianco · c6 cavallo del nero · c5 pedone del nero · d5 re del nero · c4 pedone del nero · g4 donna del bianco · e2 pedone del bianco · d1 re del bianco · f1 torre del bianco | b8 alfiere del bianco · c8 cavallo del bianco · e8 alfiere del nero · b7 pedone del nero · e7 pedone del bianco · b6 torre del bianco · c6 cavallo del nero · c5 pedone del nero · d5 re del nero · c4 pedone del nero · g4 donna del bianco · e2 pedone del bianco · d1 re del bianco · f1 torre del bianco | b8 alfiere del bianco · c8 cavallo del bianco · e8 alfiere del nero · b7 pedone del nero · e7 pedone del bianco · b6 torre del bianco · c6 cavallo del nero · c5 pedone del nero · d5 re del nero · c4 pedone del nero · g4 donna del bianco · e2 pedone del bianco · d1 re del bianco · f1 torre del bianco | 6 |
| 5 | b8 alfiere del bianco · c8 cavallo del bianco · e8 alfiere del nero · b7 pedone del nero · e7 pedone del bianco · b6 torre del bianco · c6 cavallo del nero · c5 pedone del nero · d5 re del nero · c4 pedone del nero · g4 donna del bianco · e2 pedone del bianco · d1 re del bianco · f1 torre del bianco | b8 alfiere del bianco · c8 cavallo del bianco · e8 alfiere del nero · b7 pedone del nero · e7 pedone del bianco · b6 torre del bianco · c6 cavallo del nero · c5 pedone del nero · d5 re del nero · c4 pedone del nero · g4 donna del bianco · e2 pedone del bianco · d1 re del bianco · f1 torre del bianco | b8 alfiere del bianco · c8 cavallo del bianco · e8 alfiere del nero · b7 pedone del nero · e7 pedone del bianco · b6 torre del bianco · c6 cavallo del nero · c5 pedone del nero · d5 re del nero · c4 pedone del nero · g4 donna del bianco · e2 pedone del bianco · d1 re del bianco · f1 torre del bianco | b8 alfiere del bianco · c8 cavallo del bianco · e8 alfiere del nero · b7 pedone del nero · e7 pedone del bianco · b6 torre del bianco · c6 cavallo del nero · c5 pedone del nero · d5 re del nero · c4 pedone del nero · g4 donna del bianco · e2 pedone del bianco · d1 re del bianco · f1 torre del bianco | b8 alfiere del bianco · c8 cavallo del bianco · e8 alfiere del nero · b7 pedone del nero · e7 pedone del bianco · b6 torre del bianco · c6 cavallo del nero · c5 pedone del nero · d5 re del nero · c4 pedone del nero · g4 donna del bianco · e2 pedone del bianco · d1 re del bianco · f1 torre del bianco | b8 alfiere del bianco · c8 cavallo del bianco · e8 alfiere del nero · b7 pedone del nero · e7 pedone del bianco · b6 torre del bianco · c6 cavallo del nero · c5 pedone del nero · d5 re del nero · c4 pedone del nero · g4 donna del bianco · e2 pedone del bianco · d1 re del bianco · f1 torre del bianco | b8 alfiere del bianco · c8 cavallo del bianco · e8 alfiere del nero · b7 pedone del nero · e7 pedone del bianco · b6 torre del bianco · c6 cavallo del nero · c5 pedone del nero · d5 re del nero · c4 pedone del nero · g4 donna del bianco · e2 pedone del bianco · d1 re del bianco · f1 torre del bianco | b8 alfiere del bianco · c8 cavallo del bianco · e8 alfiere del nero · b7 pedone del nero · e7 pedone del bianco · b6 torre del bianco · c6 cavallo del nero · c5 pedone del nero · d5 re del nero · c4 pedone del nero · g4 donna del bianco · e2 pedone del bianco · d1 re del bianco · f1 torre del bianco | 5 |
| 4 | b8 alfiere del bianco · c8 cavallo del bianco · e8 alfiere del nero · b7 pedone del nero · e7 pedone del bianco · b6 torre del bianco · c6 cavallo del nero · c5 pedone del nero · d5 re del nero · c4 pedone del nero · g4 donna del bianco · e2 pedone del bianco · d1 re del bianco · f1 torre del bianco | b8 alfiere del bianco · c8 cavallo del bianco · e8 alfiere del nero · b7 pedone del nero · e7 pedone del bianco · b6 torre del bianco · c6 cavallo del nero · c5 pedone del nero · d5 re del nero · c4 pedone del nero · g4 donna del bianco · e2 pedone del bianco · d1 re del bianco · f1 torre del bianco | b8 alfiere del bianco · c8 cavallo del bianco · e8 alfiere del nero · b7 pedone del nero · e7 pedone del bianco · b6 torre del bianco · c6 cavallo del nero · c5 pedone del nero · d5 re del nero · c4 pedone del nero · g4 donna del bianco · e2 pedone del bianco · d1 re del bianco · f1 torre del bianco | b8 alfiere del bianco · c8 cavallo del bianco · e8 alfiere del nero · b7 pedone del nero · e7 pedone del bianco · b6 torre del bianco · c6 cavallo del nero · c5 pedone del nero · d5 re del nero · c4 pedone del nero · g4 donna del bianco · e2 pedone del bianco · d1 re del bianco · f1 torre del bianco | b8 alfiere del bianco · c8 cavallo del bianco · e8 alfiere del nero · b7 pedone del nero · e7 pedone del bianco · b6 torre del bianco · c6 cavallo del nero · c5 pedone del nero · d5 re del nero · c4 pedone del nero · g4 donna del bianco · e2 pedone del bianco · d1 re del bianco · f1 torre del bianco | b8 alfiere del bianco · c8 cavallo del bianco · e8 alfiere del nero · b7 pedone del nero · e7 pedone del bianco · b6 torre del bianco · c6 cavallo del nero · c5 pedone del nero · d5 re del nero · c4 pedone del nero · g4 donna del bianco · e2 pedone del bianco · d1 re del bianco · f1 torre del bianco | b8 alfiere del bianco · c8 cavallo del bianco · e8 alfiere del nero · b7 pedone del nero · e7 pedone del bianco · b6 torre del bianco · c6 cavallo del nero · c5 pedone del nero · d5 re del nero · c4 pedone del nero · g4 donna del bianco · e2 pedone del bianco · d1 re del bianco · f1 torre del bianco | b8 alfiere del bianco · c8 cavallo del bianco · e8 alfiere del nero · b7 pedone del nero · e7 pedone del bianco · b6 torre del bianco · c6 cavallo del nero · c5 pedone del nero · d5 re del nero · c4 pedone del nero · g4 donna del bianco · e2 pedone del bianco · d1 re del bianco · f1 torre del bianco | 4 |
| 3 | b8 alfiere del bianco · c8 cavallo del bianco · e8 alfiere del nero · b7 pedone del nero · e7 pedone del bianco · b6 torre del bianco · c6 cavallo del nero · c5 pedone del nero · d5 re del nero · c4 pedone del nero · g4 donna del bianco · e2 pedone del bianco · d1 re del bianco · f1 torre del bianco | b8 alfiere del bianco · c8 cavallo del bianco · e8 alfiere del nero · b7 pedone del nero · e7 pedone del bianco · b6 torre del bianco · c6 cavallo del nero · c5 pedone del nero · d5 re del nero · c4 pedone del nero · g4 donna del bianco · e2 pedone del bianco · d1 re del bianco · f1 torre del bianco | b8 alfiere del bianco · c8 cavallo del bianco · e8 alfiere del nero · b7 pedone del nero · e7 pedone del bianco · b6 torre del bianco · c6 cavallo del nero · c5 pedone del nero · d5 re del nero · c4 pedone del nero · g4 donna del bianco · e2 pedone del bianco · d1 re del bianco · f1 torre del bianco | b8 alfiere del bianco · c8 cavallo del bianco · e8 alfiere del nero · b7 pedone del nero · e7 pedone del bianco · b6 torre del bianco · c6 cavallo del nero · c5 pedone del nero · d5 re del nero · c4 pedone del nero · g4 donna del bianco · e2 pedone del bianco · d1 re del bianco · f1 torre del bianco | b8 alfiere del bianco · c8 cavallo del bianco · e8 alfiere del nero · b7 pedone del nero · e7 pedone del bianco · b6 torre del bianco · c6 cavallo del nero · c5 pedone del nero · d5 re del nero · c4 pedone del nero · g4 donna del bianco · e2 pedone del bianco · d1 re del bianco · f1 torre del bianco | b8 alfiere del bianco · c8 cavallo del bianco · e8 alfiere del nero · b7 pedone del nero · e7 pedone del bianco · b6 torre del bianco · c6 cavallo del nero · c5 pedone del nero · d5 re del nero · c4 pedone del nero · g4 donna del bianco · e2 pedone del bianco · d1 re del bianco · f1 torre del bianco | b8 alfiere del bianco · c8 cavallo del bianco · e8 alfiere del nero · b7 pedone del nero · e7 pedone del bianco · b6 torre del bianco · c6 cavallo del nero · c5 pedone del nero · d5 re del nero · c4 pedone del nero · g4 donna del bianco · e2 pedone del bianco · d1 re del bianco · f1 torre del bianco | b8 alfiere del bianco · c8 cavallo del bianco · e8 alfiere del nero · b7 pedone del nero · e7 pedone del bianco · b6 torre del bianco · c6 cavallo del nero · c5 pedone del nero · d5 re del nero · c4 pedone del nero · g4 donna del bianco · e2 pedone del bianco · d1 re del bianco · f1 torre del bianco | 3 |
| 2 | b8 alfiere del bianco · c8 cavallo del bianco · e8 alfiere del nero · b7 pedone del nero · e7 pedone del bianco · b6 torre del bianco · c6 cavallo del nero · c5 pedone del nero · d5 re del nero · c4 pedone del nero · g4 donna del bianco · e2 pedone del bianco · d1 re del bianco · f1 torre del bianco | b8 alfiere del bianco · c8 cavallo del bianco · e8 alfiere del nero · b7 pedone del nero · e7 pedone del bianco · b6 torre del bianco · c6 cavallo del nero · c5 pedone del nero · d5 re del nero · c4 pedone del nero · g4 donna del bianco · e2 pedone del bianco · d1 re del bianco · f1 torre del bianco | b8 alfiere del bianco · c8 cavallo del bianco · e8 alfiere del nero · b7 pedone del nero · e7 pedone del bianco · b6 torre del bianco · c6 cavallo del nero · c5 pedone del nero · d5 re del nero · c4 pedone del nero · g4 donna del bianco · e2 pedone del bianco · d1 re del bianco · f1 torre del bianco | b8 alfiere del bianco · c8 cavallo del bianco · e8 alfiere del nero · b7 pedone del nero · e7 pedone del bianco · b6 torre del bianco · c6 cavallo del nero · c5 pedone del nero · d5 re del nero · c4 pedone del nero · g4 donna del bianco · e2 pedone del bianco · d1 re del bianco · f1 torre del bianco | b8 alfiere del bianco · c8 cavallo del bianco · e8 alfiere del nero · b7 pedone del nero · e7 pedone del bianco · b6 torre del bianco · c6 cavallo del nero · c5 pedone del nero · d5 re del nero · c4 pedone del nero · g4 donna del bianco · e2 pedone del bianco · d1 re del bianco · f1 torre del bianco | b8 alfiere del bianco · c8 cavallo del bianco · e8 alfiere del nero · b7 pedone del nero · e7 pedone del bianco · b6 torre del bianco · c6 cavallo del nero · c5 pedone del nero · d5 re del nero · c4 pedone del nero · g4 donna del bianco · e2 pedone del bianco · d1 re del bianco · f1 torre del bianco | b8 alfiere del bianco · c8 cavallo del bianco · e8 alfiere del nero · b7 pedone del nero · e7 pedone del bianco · b6 torre del bianco · c6 cavallo del nero · c5 pedone del nero · d5 re del nero · c4 pedone del nero · g4 donna del bianco · e2 pedone del bianco · d1 re del bianco · f1 torre del bianco | b8 alfiere del bianco · c8 cavallo del bianco · e8 alfiere del nero · b7 pedone del nero · e7 pedone del bianco · b6 torre del bianco · c6 cavallo del nero · c5 pedone del nero · d5 re del nero · c4 pedone del nero · g4 donna del bianco · e2 pedone del bianco · d1 re del bianco · f1 torre del bianco | 2 |
| 1 | b8 alfiere del bianco · c8 cavallo del bianco · e8 alfiere del nero · b7 pedone del nero · e7 pedone del bianco · b6 torre del bianco · c6 cavallo del nero · c5 pedone del nero · d5 re del nero · c4 pedone del nero · g4 donna del bianco · e2 pedone del bianco · d1 re del bianco · f1 torre del bianco | b8 alfiere del bianco · c8 cavallo del bianco · e8 alfiere del nero · b7 pedone del nero · e7 pedone del bianco · b6 torre del bianco · c6 cavallo del nero · c5 pedone del nero · d5 re del nero · c4 pedone del nero · g4 donna del bianco · e2 pedone del bianco · d1 re del bianco · f1 torre del bianco | b8 alfiere del bianco · c8 cavallo del bianco · e8 alfiere del nero · b7 pedone del nero · e7 pedone del bianco · b6 torre del bianco · c6 cavallo del nero · c5 pedone del nero · d5 re del nero · c4 pedone del nero · g4 donna del bianco · e2 pedone del bianco · d1 re del bianco · f1 torre del bianco | b8 alfiere del bianco · c8 cavallo del bianco · e8 alfiere del nero · b7 pedone del nero · e7 pedone del bianco · b6 torre del bianco · c6 cavallo del nero · c5 pedone del nero · d5 re del nero · c4 pedone del nero · g4 donna del bianco · e2 pedone del bianco · d1 re del bianco · f1 torre del bianco | b8 alfiere del bianco · c8 cavallo del bianco · e8 alfiere del nero · b7 pedone del nero · e7 pedone del bianco · b6 torre del bianco · c6 cavallo del nero · c5 pedone del nero · d5 re del nero · c4 pedone del nero · g4 donna del bianco · e2 pedone del bianco · d1 re del bianco · f1 torre del bianco | b8 alfiere del bianco · c8 cavallo del bianco · e8 alfiere del nero · b7 pedone del nero · e7 pedone del bianco · b6 torre del bianco · c6 cavallo del nero · c5 pedone del nero · d5 re del nero · c4 pedone del nero · g4 donna del bianco · e2 pedone del bianco · d1 re del bianco · f1 torre del bianco | b8 alfiere del bianco · c8 cavallo del bianco · e8 alfiere del nero · b7 pedone del nero · e7 pedone del bianco · b6 torre del bianco · c6 cavallo del nero · c5 pedone del nero · d5 re del nero · c4 pedone del nero · g4 donna del bianco · e2 pedone del bianco · d1 re del bianco · f1 torre del bianco | b8 alfiere del bianco · c8 cavallo del bianco · e8 alfiere del nero · b7 pedone del nero · e7 pedone del bianco · b6 torre del bianco · c6 cavallo del nero · c5 pedone del nero · d5 re del nero · c4 pedone del nero · g4 donna del bianco · e2 pedone del bianco · d1 re del bianco · f1 torre del bianco | 1 |
|   | a | b | c | d | e | f | g | h |   |

Soluzione:
1. Ta6 !!
1. ...bxa6  2. Cb6# 

1. ...Cd4  2. e4# 

1. ...Cd8/b4/a5/a7  2. Tf5# 

1. ...Ce5  2. Td6# 